# Спалдинг (тауншип, Миннесота)
Спалдинг (англ. Spalding) — тауншип в округе Эйткин, Миннесота, США. На 2000 год его население составило 237 человек.

## География
По данным Бюро переписи населения США площадь тауншипа составляет 96,3 км², из которых 95,4 км² занимает суша, а 0,9 км² — вода (0,97 %).

## Демография
По данным переписи населения 2000 года здесь находились 237 человек, 86 домохозяйств и 65 семей.  Плотность населения —  2,5 чел./км².  На территории тауншипа расположено 156 построек со средней плотностью 1,6 построек на один квадратный километр. Расовый состав населения: 54,01 % белых, 42,62 % коренных американцев, 0,42 % азиатов и 2,95 % приходится на две или более других рас. Испанцы или латиноамериканцы любой расы составляли 0,84 % от популяции тауншипа.
Из 86 домохозяйств в 37,2 % воспитывались дети до 18 лет, в 47,7 % проживали супружеские пары, в 22,1 % проживали незамужние женщины и в 23,3 % домохозяйств проживали несемейные люди. 22,1 % домохозяйств состояли из одного человека, при том 10,5 % из — одиноких пожилых людей старше 65 лет. Средний размер домохозяйства — 2,76, а семьи — 3,14 человека.
34,6 % населения — младше 18 лет, 8,4 % — в возрасте от 18 до 24 лет, 22,4 % — от 25 до 44, 21,1 % — от 45 до 64, и 13,5 % — старше 65 лет. Средний возраст — 31 год. На каждые 100 женщин приходилось 88,1 мужчин.  На каждые 100 женщин старше 18 приходилось 80,2 мужчин.
Средний годовой доход домохозяйства составлял 24 000 долларов, а средний годовой доход семьи —  25 000 долларов. Средний доход мужчин —  31 806  долларов, в то время как у женщин — 15 893. Доход на душу населения составил 10 260 долларов. За чертой бедности находились 26,6 % семей и 32,9 % всего населения тауншипа, из которых 50,0 % младше 18 и 12,9 % старше 65 лет.